# آندریا سیستانا
آندریا سیستانا (انگلیسی: Andrea Cistana؛ زادهٔ ۱ آوریل ۱۹۹۷) بازیکن فوتبال اهل ایتالیا است.
از باشگاه‌هایی که در آن بازی کرده‌است می‌توان به باشگاه فوتبال برشا اشاره کرد.